# Carnac
Carnac (en bretón Karnag) es una comuna y población de Francia situada en el departamento de Morbihan en la región de Bretaña. La comuna es famosa por los Alineamientos de Carnac, con 2934 menhires, y por su estación balnearia estival.

## Demografía
| 3655 | 3636 | 3655 | 3733 | 3962 | 4243 | 4444 |
| Para los censos de 1962 a 1999 la población legal corresponde a la población sin duplicidades (Fuente: INSEE [Consultar]) |      |      |      |      |      |      |

## Monumentos y lugares

### Alineamientos de Carnac
Carnac es conocido porque es el yacimiento prehistórico que cuenta con la mayor riqueza de megalitos y dólmenes del mundo, casi 3000 menhires que fueron construidos por las poblaciones neolíticas entre el año 6000 y 2000 a. C.
Estos alineamientos están compuestos por cuatro zonas o agrupamientos diferentes: Le Ménec con 1099 menhires, Kermario con 1029 menhires, Kerlescan con 555 menhires y Le Petit Ménec con 100.
Muchos de los hallazgos se encuentran en el museo prehistórico de la localidad, diseñado por J.Miln.

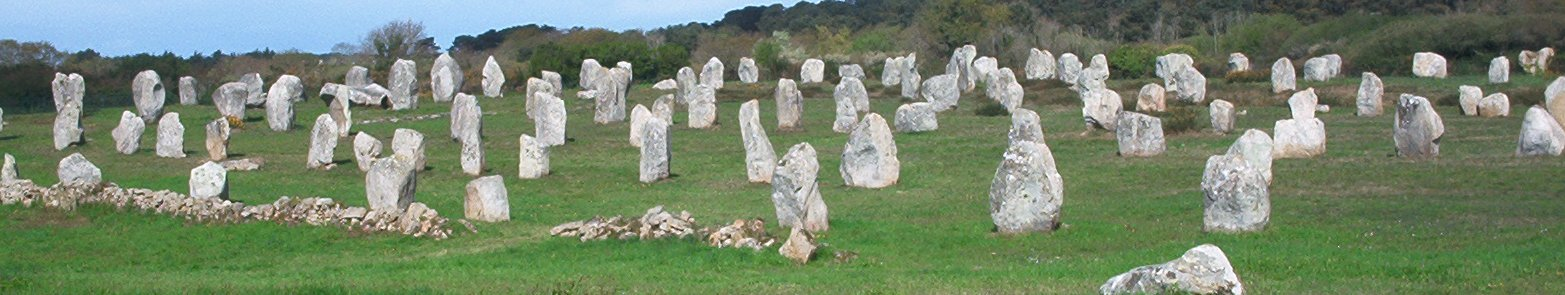
Alineamientos de Le Ménec

### Otros monumentos y lugares

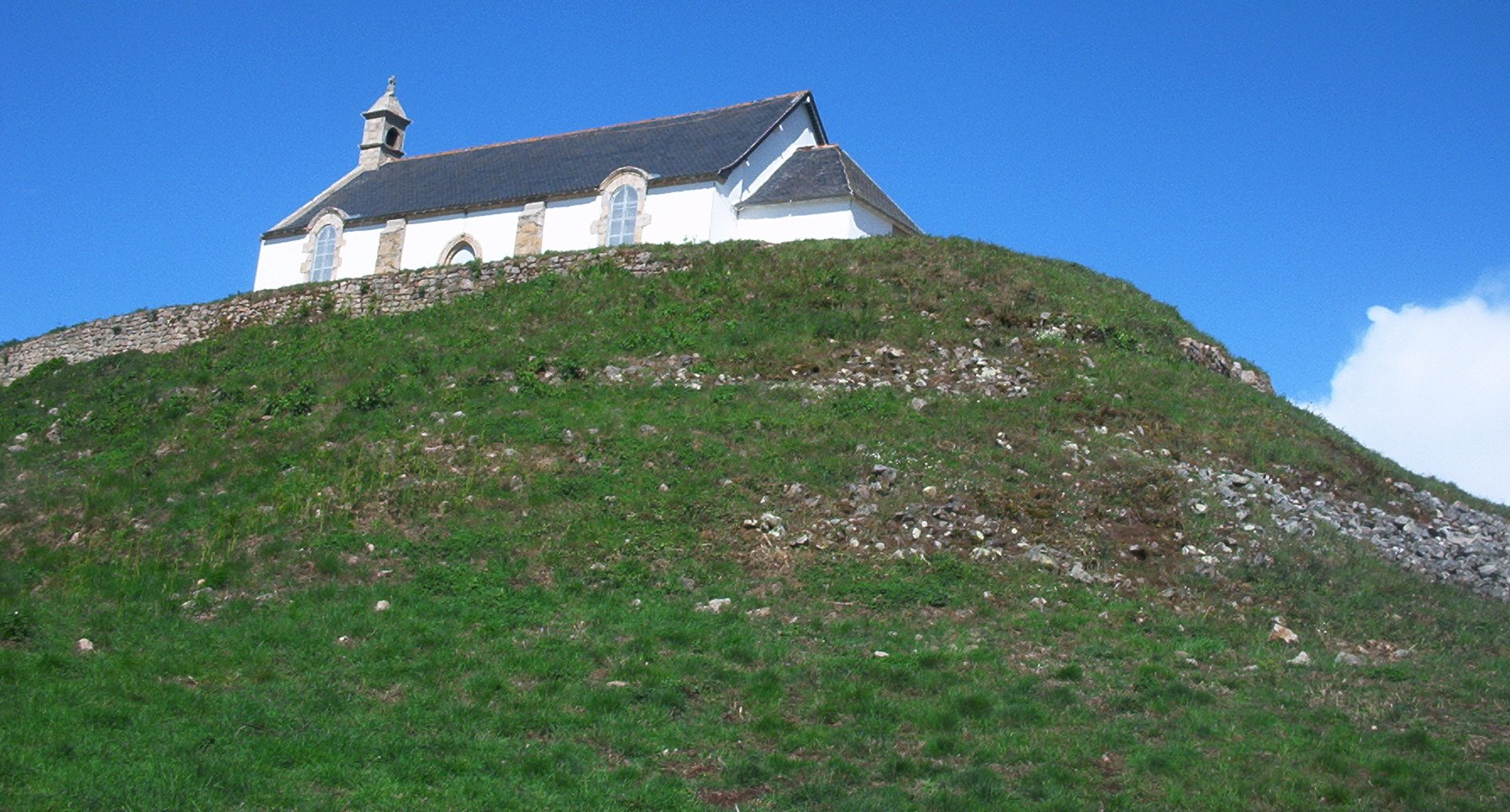
Túmulo y Capilla de Saint-Michel

- Iglesia de Saint-Cornély. Este templo renacentista fue construido durante el siglo XVII en honor a Saint-Cornély, protector de los animales con cuernos. Son destacables en la iglesia sus vidrieras, sus bóvedas estucadas y su altar, tallado en mármol.

- Capilla de Saint-Colomban. La capilla de Saint-Colomban es una pequeña abadía creada en el siglo XVI y edificada con planta rectangular. A su lado se edificó una torre rodeada de cuatro cúspides. Cerca se encuentra la Ensenada del Pô (Anse du Pô).

- Túmulo y Capilla de Saint-Michel .

- Puerto.